# Bahnstrecke Postoloprty–Louny
| Kursbuchstrecke (SŽ): | 114                  |                                                          |                                                          |
| Streckenlänge: | 11,384 km            |                                                          |                                                          |
| Spurweite: | 1435 mm (Normalspur) |                                                          |                                                          |
| Streckengeschwindigkeit: | 50 km/h              |                                                          |                                                          |
| |                      |                                                          |                                                          |
| \| \| \| von Plzeň hl. n. (vorm. EPPK) \| \| \| \| 0,000 \| Postoloprty früher Postelberg \| 210 m \| \| \| \| nach Obrnice (vorm. EPPK) \| \| \| \| \| Verbindungskurve von odb. Vrbka (vorm. EB Rakonitz–Laun) \| \| \| \| 0,755 \| odb. Bažantnice \| odb. Bažantnice \| \| \| \| Ohře \| \| \| \| \| Anschl. Zuckerfabrik \| \| \| \| 3,184 \| Březno u Postoloprt früher Priesen-Postelberg \| 195 m \| \| \| \| Anschl. Porzellanfabrik \| \| \| \| 6,193 \| Protektoratsgrenze (1938–1945) \| Protektoratsgrenze (1938–1945) \| \| \| 6,632 \| odb. Louny předměstí St. 2 \| odb. Louny předměstí St. 2 \| \| \| \| nach Rakovník (vorm. EB Rakonitz–Laun) \| \| \| \| 7,225 \| odb. Louny předměstí St. 1 \| odb. Louny předměstí St. 1 \| \| \| 8,929 \| Louny město \| 205 m \| \| \| 9,740 \| Louny střed \| 205 m \| \| \| \| von Most (vorm. PDE) \| \| \| \| 11,384 \| Louny früher Laun \| 190 m \| \| \| \| nach Praha-Smíchov (vorm. PDE) \| \| \| \| \| nach Libochovice (vorm. LB Laun–Libochowitz) \| \| \| \| \| \| \| \| Quellen: [1][2] \| \| \| \| |                      |                                                          |                                                          |
| Strecke |                      | von Plzeň hl. n. (vorm. EPPK)                            | von Plzeň hl. n. (vorm. EPPK)                            |
| Bahnhof | 0,000                | Postoloprty früher Postelberg                            | 210 m                                                    |
| Abzweig geradeaus und nach links |                      | nach Obrnice (vorm. EPPK)                                | nach Obrnice (vorm. EPPK)                                |
| Abzweig geradeaus und von links |                      | Verbindungskurve von odb. Vrbka (vorm. EB Rakonitz–Laun) | Verbindungskurve von odb. Vrbka (vorm. EB Rakonitz–Laun) |
| Blockstelle | 0,755                | odb. Bažantnice                                          | odb. Bažantnice                                          |
| Brücke über Wasserlauf |                      | Ohře                                                     | Ohře                                                     |
| Abzweig geradeaus und ehemals von rechts |                      | Anschl. Zuckerfabrik                                     | Anschl. Zuckerfabrik                                     |
| Bahnhof | 3,184                | Březno u Postoloprt früher Priesen-Postelberg            | 195 m                                                    |
| Abzweig geradeaus und ehemals nach links |                      | Anschl. Porzellanfabrik                                  | Anschl. Porzellanfabrik                                  |
| Grenze | 6,193                | Protektoratsgrenze (1938–1945)                           | Protektoratsgrenze (1938–1945)                           |
| Blockstelle | 6,632                | odb. Louny předměstí St. 2                               | odb. Louny předměstí St. 2                               |
| Abzweig geradeaus, nach rechts und von rechts |                      | nach Rakovník (vorm. EB Rakonitz–Laun)                   | nach Rakovník (vorm. EB Rakonitz–Laun)                   |
| Blockstelle | 7,225                | odb. Louny předměstí St. 1                               | odb. Louny předměstí St. 1                               |
| Haltepunkt / Haltestelle | 8,929                | Louny město                                              | 205 m                                                    |
| Haltepunkt / Haltestelle | 9,740                | Louny střed                                              | 205 m                                                    |
| Abzweig geradeaus und von links |                      | von Most (vorm. PDE)                                     | von Most (vorm. PDE)                                     |
| Bahnhof | 11,384               | Louny früher Laun                                        | 190 m                                                    |
| Abzweig geradeaus und nach rechts |                      | nach Praha-Smíchov (vorm. PDE)                           | nach Praha-Smíchov (vorm. PDE)                           |
| Strecke |                      | nach Libochovice (vorm. LB Laun–Libochowitz)             | nach Libochovice (vorm. LB Laun–Libochowitz)             |
| |                      |                                                          |                                                          |
| Quellen: |                      |                                                          |                                                          |

Die Bahnstrecke Postoloprty–Louny ist eine Eisenbahnverbindung in Tschechien, die ursprünglich als staatlich garantierte Lokalbahn Postelberg–Laun erbaut und betrieben wurde. Sie verläuft in Nordböhmen von Postoloprty (Postelberg) nach Louny (Laun).
Nach einem Erlass der tschechischen Regierung ist die Strecke seit dem 20. Dezember 1995 als regionale Bahn („regionální dráha“) klassifiziert.

## Geschichte
Am 18. September 1894 wurden den Herren „Josef Maschat, fürstlich Schwarzenbergscher Domänendirector in Postelberg, Carl Kraus, k. u k. Major i. R. und Bürgermeister in Postelberg und Adalbert Saitz, Stadtrath in Postelberg ... das Recht zum Baue und Betriebe einer als normalspurige Localbahn auszuführenden Locomotiveisenbahn von der Station Postelberg der Staatsbahnlinie Pilsen–Dux zur Station Laun der Staatsbahnlinie Prag–Dux“ erteilt. Das Aktienkapital der Gesellschaft betrug 934.400 Kronen in 4.500 Stück Stammaktien zu je 200 Kronen.
Eröffnet wurde die Strecke am 16. September 1895. Den Betrieb führten die k.k. Staatsbahnen (kkStB) für Rechnung der Eigentümer aus. Im Jahr 1905 wurde die Lokalbahn Postelberg–Laun verstaatlicht und die Strecke wurde ins Netz der kkStB integriert.
Im Jahr 1912 wies der Fahrplan der Lokalbahn vier gemischte Zugpaare 2. und 3. Klasse aus. Sie benötigten für die 13 Kilometer lange Strecke zwischen 35 und 38 Minuten. Eines der Zugpaare bediente auch den Bahnhof Laun Vorstadt der Eisenbahn Rakonitz–Laun.
Nach dem für Österreich-Ungarn verlorenen Ersten Weltkrieg gelangte die Strecke ins Eigentum der neu begründeten Tschechoslowakischen Staatsbahnen (ČSD). Ende der 1920er Jahre kam es zu einer signifikanten Verdichtung des Fahrplanes als auch zu einer deutlichen Fahrzeitverkürzung auf bis zu 21 Minuten. Zumeist kamen nun moderne Motorzüge zum Einsatz. Der Winterfahrplan von 1937/38 verzeichnete insgesamt 13 Zugpaare.
Nach der Angliederung des Sudetenlandes an Deutschland im Herbst 1938 kam die Strecke zwischen Postelberg und Priesen-Postelberg zur Deutschen Reichsbahn, Reichsbahndirektion Dresden. Als Grenzbahnhof wurde der Bahnhof Priesen-Postelberg bestimmt. Im Reichskursbuch war die Verbindung nun als KBS 167a Laun–Postelberg enthalten. Nach dem Zweiten Weltkrieg kam die Strecke wieder vollständig zu den ČSD.
Am 1. Januar 1993 ging die Strecke im Zuge der Auflösung der Tschechoslowakei an die neu gegründeten České dráhy (ČD) über.
Im Fahrplan 2012 wird die Strecke täglich im Zweistundentakt von Personenzügen der Linie U11 (Česká Lípa hl. n.–Postoloprty) bedient. Werktags verdichten weitere Züge das Angebot zu einem teilweisen Stundentakt.
Die Elektrifizierung der Strecke ist im Rahmen der Dekarbonisierung des Eisenbahnbetriebs bis 2032 vorgesehen.